# Goh V Shem
Goh V Shem (Kuala Lumpur, 20 de maio de 1989) é um jogador de badminton malaio, medalhista olímpico e especialista em duplas.

## Carreira
Goh representou seu país nos Jogos Olímpicos de Verão de 2016, conquistando a medalha de prata nas duplas masculinas ao lado de Tan Wee Kiong.